# Komorozine de Domoni
Maillots
L'Association sportive Komorozine de Domoni (en arabe : نادي اتحاد كوموروزين دو دوموني), plus couramment abrégé en Komorozine de Domoni, est un club comorien de football fondé en 1974 et basé à Domoni, sur l'île d'Anjouan.

## Histoire
L'AS Komorozine de Domoni a été créée le 6 juin 1974 sous l'impulsion de Chanchiddine Ousseni, président fondateur, et Saidali Mahamoud Salim qui fut le premier entraîneur du club pendant une dizaine d'années.
Depuis le 2 janvier 2013, l'AS Komorozine de Domoni est présidée par Mohamadi Attoumane. 

## Identité du club
La couleur du maillot du club est le jaune. Le logo représente le visuel des quatre îles de l'Archipel des Comores unies dans un idéal sportif, avec au centre un ballon rond. D'où la dénomination de « Komorozine » qui, au départ, est un club local avec des ambitions nationales pouvant la conduire à représenter les Comores à une plus grande échelle. Cette symbolique visuelle est soutenue par une poignée de mains ferme incarnant les valeurs d'Unité, Solidarité, Force et Courage.

## Bilan sportif

### Palmarès
| Compétitions nationales                                                    | Compétitions régionales                                                                  |
| -------------------------------------------------------------------------- | ---------------------------------------------------------------------------------------- |
| - Championnat des Comores (1) : - Champion : 2013. - Vice-champion : 2010. | - Championnat d'Anjouan (2) : - Champion : 2010 et 2013. - Vice-champion : 2011 et 2014. |

### Matchs de Komorozine en compétitions internationales
Komorozine dispute la Coupe des clubs champions de l'océan Indien en 2011 en tant que vice-champion des Comores 2010 et en remplacement du champion, l'Élan Club de Mitsoudjé, qui abandonne la compétition pour raisons financières. Komorozine termine dernier de sa poule, derrière le CNAPS Sport, champion de Mayotte et le FC Mtsapéré, champion de Madagascar.
| Année | Compétition                                 | Tour     | Pays                  | Club        | Résultat |
| ----- | ------------------------------------------- | -------- | --------------------- | ----------- | -------- |
| 2011  | Coupe des clubs champions de l'océan Indien | Groupe B | Drapeau de Mayotte    | FC Mtsapéré | 2-3      |
| 2011  | Coupe des clubs champions de l'océan Indien | Groupe B | Drapeau de Madagascar | CNAPS Sport | 0-7      |